# Адальберт Зафіров
Адальберт Зафіров (болг. Адалберт Зафиров, нар. 29 вересня 1969, Софія) — болгарський футболіст, що грав на позиції захисника. По завершенні ігрової кар'єри — тренер.
Виступав, зокрема, за клуби «Локомотив» (Софія) та ЦСКА (Софія), а також національну збірну Болгарії.
Дворазовий чемпіон Болгарії. Володар Кубка Болгарії.

## Клубна кар'єра
У дорослому футболі дебютував 1989 року виступами за команду клубу ЦСКА (Софія), в якій провів один сезон, взявши участь у 14 матчах чемпіонату, в якому софійські «армійці» здобули титул чемпіонів Болгарії.
Не маючи перспектив відразу стати гравцем основного складу ЦСКА, погодився 1990 року на перехід до софійського «Локомотива». Відіграв за цю команду наступні шість сезонів своєї ігрової кар'єри. Більшість часу, проведеного у складі софійського «Локомотива», був основним гравцем захисту команди.
1996 року повернувся до ЦСКА (Софія). Цього разу провів у складі його команди два сезони, вже як один з основних захисників.
1998 року спробував свої сили за кордоном, провів сезон у німецькій «Армінії» (Білефельд), після чого два роки грав за берлінський «Уніон».
Згодом повернувся на батьківщину, де на початку 2000-х грав за ЦСКА (Софія), «Локомотив» (Софія) та «Черно море». Сезон 2003/04 провів на Кіпрі, виступаючи за команду клубу «Анагеннісі».
Завершив професійну ігрову кар'єру у рідному ЦСКА (Софія) в сезоні 2004/05. Гравцем основного складу віковий захисник вже не був, проте здобув свій другий титул чемпіона Болгарії. Згодом грав за низку аматорських болгарських команд.

## Виступи за збірну
1992 року дебютував в офіційних матчах у складі національної збірної Болгарії. Протягом усієї кар'єри у національній команді, яка тривала 7 років, був резервним захисником і провів у формі головної команди країни лише 6 офіційних матчів.
Був у заявці збірної на чемпіонат світу 1998 року, що проходив у Франції, проте на поле по ходу цього турніру не виходив.

## Кар'єра тренера
Розпочав тренерську кар'єру, повернувшись до футболу після невеликої перерви, 2009 року, увійшовши до тренерського штабу клубу ЦСКА (Софія). Протягом декілької тижнів 2010 року був головним тренером цієї команди.
Згодом очолював команди клубів «Каліакра» (Каварна) та «Черно море». 2015 року був головним тренером команди «Ботев» (Враца).

## Титули і досягнення
- Чемпіон Болгарії (3):

ЦСКА (Софія): 1989-1990, 1996-1997, 2004-2005
- Володар Кубка Болгарії (3):

Локомотив (Софія): 1994-1995
ЦСКА (Софія): 1996-1997, 1998-1999